# Volo West Caribbean Airways 708
Il volo West Caribbean Airways 708 era un volo charter della West Caribbean Airways che si schiantò in una regione montuosa nel nord-ovest del Venezuela nelle prime ore di martedì 16 agosto 2005, uccidendo tutti e 160 gli occupanti.
Durante il volo, a 33 000 piedi (10 000 m) di altitudine, la velocità del velivolo diminuì gradualmente fino a quando non entrò in uno stallo di potenza. L'equipaggio, probabilmente con l'errata convinzione che l'aereo avesse subito lo spegnimento di entrambi i motori, non intraprese le azioni necessarie per riprendersi dallo stallo. La confusione nella cabina di pilotaggio e le liste di controllo eseguite senza la corretta priorità provocarono l'incidente.
Tutti i passeggeri erano cittadini francesi della Martinica, ad eccezione di un italiano, che fungeva da tour operator. L'equipaggio era colombiano. Il volo venne noleggiato dall'agenzia di viaggi martinicana Globe Trotters de Rivière Salée. La maggior parte dei passeggeri erano turisti di ritorno da una settimana di vacanza a Panama.
Con 160 vittime, il volo diventò il peggior incidente aereo del 2005, del Venezuela, e che coinvolse un McDonnell Douglas MD-82.

## Contesto

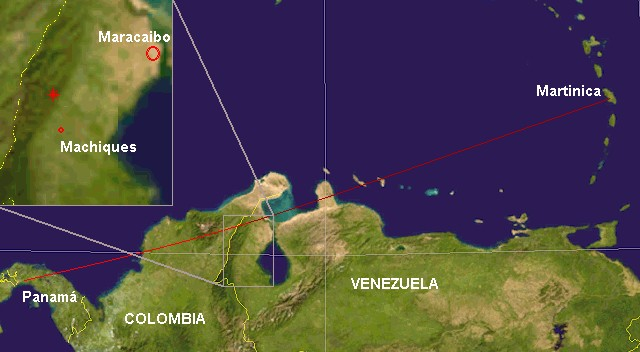
Il percorso previsto del volo e la posizione del luogo dell'incidente.

La West Caribbean Airways, Compagnia aerea con sede a Medellín, iniziò come servizio charter nel 1998. Pochi mesi prima dell'incidente, la Compagnia aerea era stata multata di $ 46 000 per mancanza di addestramento dei piloti e mancata registrazione dei dati di volo.
L'aereo coinvolto nell'incidente fu consegnato alla Continental Airlines il 4 novembre 1986 con la registrazione N72824, con cui volò fino al 2001 circa. L'aereo fu poi posto in un deposito nel deserto della California per 4 anni, e infine venne acquistato dalla MK Aviation, una Società sempre statunitense. Il 10 gennaio 2005, l'aereo venne trasferito alla West Caribbean Airways e registrato come HK-4374X, sotto noleggio della Compagnia statunitense.
Il comandante del volo era il quarantenne Omar Ospina, con 5 942 ore di esperienza di volo, di cui 1 128 su MD-82; il primo ufficiale era il ventunenne David Muñoz, avente 1 341 ore di esperienza di volo di cui 862 su MD-82.

## L'incidente
Il volo 708 decollò dall'Aeroporto Internazionale di Tocumen alle 00:58 ora locale (05:58 UTC). Salì inizialmente al livello di volo 310, e successivamente al livello 330. Il velivolo raggiunse la quota FL 330 (10 000 metri di altitudine) alle 01:44 ora locale (06:44 UTC). Cinque minuti dopo, l'equipaggio riaccese i sistemi antigelo (dopo averli spenti durante l'ultima parte della salita). Il sistema solitamente utilizza l'aria di spurgo dai motori, e ciò riduce dunque la spinta che i motori stessi possono produrre. L'altitudine massima alla quale l'aeromobile poteva mantenere il volo livellato era stata dunque ridotta a 9700 metri. Il velivolo venne pilotato troppo in alto per il suo peso e le condizioni di ghiaccio che doveva affrontare.
Il comandante notò la riduzione della potenza del motore, ma non si rese conto della causa del problema. Pertanto, iniziò, come precauzione, una rapida discesa. A quel tempo, la velocità era già vicina alla velocità di stallo e il pilota automatico era già impostato in un assetto di prua di 5,8 gradi, nel tentativo di mantenere un'altezza costante. La West Caribbean, come tutti i proprietari di un MD-82, 3 anni prima aveva ricevuto un bollettino di funzionamento dal costruttore degli aerei, avvertendo che l'autopilota poteva tentare di compensare una velocità inadeguata, anche consentendo alla velocità di continuare a scendere verso una situazione di stallo, senza inviare un avviso. Il bollettino consigliava ai piloti di monitorare semplicemente la velocità durante il volo, ma la Compagnia non aveva condiviso questo bollettino con i suoi piloti. Quando l'aereo era prossimo a una condizione di stallo, venne colpito da improvvise turbolenze, riducendo il flusso d'aria nei motori, che ridussero ulteriormente la spinta. Il flusso d'aria sopra l'ala dell'aereo si bloccò. Il registratore vocale dimostrò che il primo ufficiale riconobbe correttamente la situazione come stallo, e tentò di comunicarlo al comandante per due volte, ma questi venne probabilmente confuso dall'insolito comportamento dei motori. Il pilota in comando agì pensando di essere alle prese con uno spegnimento di entrambi i propulsori e comandò al primo ufficiale di comunicarlo al controllore di terra, senza riconoscere lo stallo; aumentò l'inclinazione del muso a un AOA di 10,6 gradi, determinando un minore flusso d'aria per i motori che aggravò ulteriormente la situazione. In meno di tre minuti, l'aereo precipitò da oltre 10 000 metri di altitudine, raggiungendo una velocità massima di discesa di oltre 329 km/h, schiantandosi prima sul ventre ed esplodendo alle 07:01 UTC.

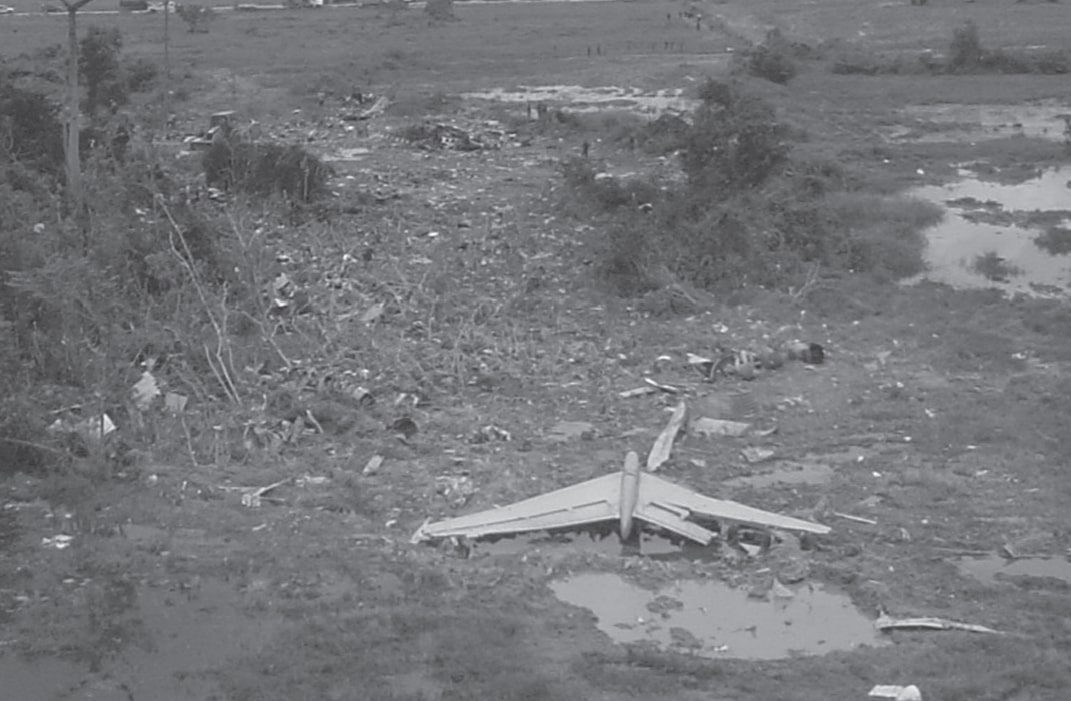
Il relitto dell'aereo, notare la coda a "t" ancora riconoscibile

Il luogo dell'incidente si trovava in un ranch vicino a Machiques, nello stato della Zulia, in Venezuela, a circa 30 chilometri di distanza dal confine con la Colombia.

## Indagine
Il Comité de Investigación de Accidentes Aéreos venezuelano condusse le indagini sulle cause dell'incidente. Al Bureau d'Enquêtes et d'Analyses pour la sécurité de l'aviation civile fu assegnata la responsabilità principale dell'analisi investigativa delle scatole nere, insieme all'NTSB. Il 22 novembre 2005, il CIAA pubblicò un rapporto iniziale (significativamente modificato al momento del rapporto finale), suggerendo che un accumulo di ghiaccio all'interno della sonda PT2 di ciascun motore era in parte responsabile dell'incidente. L'analisi del registratore vocale della cabina di pilotaggio mostrò che l'equipaggio discusse delle condizioni meteorologiche, compresa la formazione di ghiaccio, e che agì per far scendere di quota il velivolo, reazione tipica ad una situazione di bassa potenza o bassa velocità.
L'analisi dei detriti rilevò che entrambi i motori funzionavano correttamente al momento dell'impatto; il che permise agli investigatori di escludere malfunzionamenti o danneggiamenti. Le osservazioni sul luogo dell'incidente, in particolare al cratere che l'impatto aveva generato, permise agli inquirenti di stabilire che l'aereo precipitò con il muso rivolto verso l'alto.
La CIAA pubblicò il rapporto finale sull'incidente, avanzando come la probabile causa dell'incidente fosse da attribuirsi ad un errore del pilota. In particolare, il CIAA evidenziò una mancanza di consapevolezza situazionale e di gestione delle risorse dell'equipaggio, che, se non si fosse verificato, avrebbe permesso all'equipaggio di rispondere correttamente allo stallo. Il rapporto sottolineò che l'equipaggio non riuscì a far funzionare l'aereo secondo i suoi parametri normali. Ciò comportò l'impossibilità di correggere la situazione di stallo, a causa della scarsa capacità decisionale e della scarsa comunicazione tra i piloti.
Inoltre, West Caribbean Airways venne pesantemente criticata in quanto non riuscì a fornire ai suoi piloti il bollettino della McDonnell Douglas, che affrontava in particolare la questione dell'autopilota; non investì nella gestione delle risorse dell'equipaggio e nella formazione dei piloti in corso; generò stress per i suoi piloti non fornendo buste paga regolari per un periodo di quasi sei mesi, e causò ulteriore stress per l'equipaggio quando la partenza venne ritardata, arrivando quasi a impedirne il decollo, a causa del mancato pagamento dei costi di ristorazione.

## Conseguenze
A seguito dell'incidente, alla West Caribbean Airways fu impedito di volare dall'UAEAC appena un giorno dopo l'incidente. La Compagnia aerea successivamente fallì nell'Ottobre 2005.

## L'incidente nei media e nella cultura di massa
La serie televisiva Indagini ad alta quota dedicò al disastro un episodio della stagione 11 intitolato L'aereo che volò troppo in alto (The Plane That Flew Too High). Il titolo dell'episodio fa riferimento al fatto che l'altitudine di crociera di 10 000 metri era troppo alta per il peso dell'aeromobile nelle condizioni meteorologiche che doveva affrontare.
Nel 2010, il documentario Panamá-Fort-de-France: autopsie d'un crash, di Stéphane Gabet e Luc David, ripercorre l'evento e le indagini.
Un cortometraggio, Crossing Away, prodotto per il decimo anniversario dell'incidente, è stato distribuito nel 2017.